# Epicallima formosella
Epicallima formosella là một loài gelechioid moth. It belongs to subhọ Oecophorinae of the concealer moth họ (Oecophoridae). 
Nó được tìm thấy ở châu Âu. Sải cánh dài 12–16 mm. Con trưởng thành bay từ tháng 6 đến tháng 8 tùy theo địa điểm.
Sâu bướm ăn các loài decaying wood, typically của dương (Populus).
Junior synonyms của E. formosella are:
- Borkhausenia formosella (Denis & Schiffermüller, 1775)
- Dafa formosella (Denis & Schiffermüller, 1775)
- Tinea formosella Denis & Schiffermüller, 1775